# Roman Merzclin
Roman Merzclin (en ruso: Рома́н Ви́кторович Ме́рцлин; 17 de octubre de 1903, Sarátov — 11 de febrero de 1971, Sarátov) – fue químico soviético, doctor en química, vicerrector de trabajo académico (1940–1941, 1946–1950), rector de la Universidad Estatal de Molotov (Perm) (1941–1945), rector de la Universidad Estatal de Sarátov (1950–1965). Fue fundador de la escuela científica de análisis físico-químico, equilibrios heterogéneos, desarrollador del método original de pefiles isotérmicos. 

## Biografía
En 1924 se graduó de la facultad de física y matemáticas de la Universidad Estatal de Sarátov. Además él dio clases de química en el colegio técnico agrícola que lleva el nombre de K. A. Timiryazev (Óblast de Sarátov). 
Desde 1928 fue analista químico superior de la planta química en Rubizhne (Donbás). Desde 1929 fue un jefe auxiliar de laboratorio de la planta metalúrgica en Alapáyevsk (óblast de Sverdlovsk). 
Desde 1929 hasta 1932 fue profesor de Instituto químico y tecnológico de Perm y de Departamento de fisicoquímica de la Universidad de Perm. 
Desde 1932 hasta 1935 estuvo en un viaje de negocios en la academia militar de protección química en Kostroma. 
En 1935 fue elegido catedrático y encabezó el Departamento de química inorgánica de la Universidad de Perm. Fue un jefe de Departamento hasta 1950 (Hasta su regreso a Sarátov). 
Entre 1937 — 1938 fue decano de la facultad química en la Universidad de Perm.
En 1939 defendióó la tesis de doctor sobre un tema: «La exfoliación como método de análisis físicoquímico de sistemas multicomponentes» en la Universidad Estatal de Moscú. 
Desde septiembre de 1940 hasta enero de 1944 fue un vicerrector de trabajo académico y científico en la Universidad Estatal de Perm.
Desde el 3 de enero de 1944 oficialmente fue aprobado en el cargo de rector en esta Universidad. Roman Merzclin tuvo este puesto hasta 1946, porque lo entregó a A. A. Bukirev, que vino del frente después de la Gran Guerra Patriótica. 
Desde mayo de 1946 hasta desiembre de 1950 fue otra vez vicerrector de trabajo académico.
En 1950 regresó a Sarátov. El puesto de vicerrector se trasladó a V. F. Ust-Kachkintsev. Allí en la Universidad de Sarátov Merzclin estuvo un rector y desde 1950 hasta 1965 ocupó este cargo.

## Éxito científico de Roman Merzclin
Durante su trabajo en la Universidad de Perm, Roman Merzclin realizó investigaciones fundamentales en el campo del análisis físicoquímico, desarrolló un método original para investigar sistemas de componentes múltiples: el método isotérmico de secciones transversales. Las investigaciones científicas dedicados al estudio de los equilibrios de fase líquida en sistemas triples y cuádruples, la cristalización monotéctica, hicieron que el nombre de Merzclin fuera ampliamente conocido en el mundo científico no solo en Rusia, sino también en los países extranjeros. Es coautor de los libros "Método de las secciones. Su apéndice al estudio del estado polifásico de los sistemas multicomponentes" (1969), "Equilibrios heterogéneos" (1971) y autor de más de 120 artículos científicos.
También sus logros importantes cuando trabajó como jefe del Departamento de química inorgánica de la Universidad Estatal de Sarátov. Roman Merzclin se convirtió en uno de los fundadores del ámbito científico  “la investigación de sistemas moleculares, supramoleculares y la creación de nuevos materiales con propiedades dadas”. Junto con sus colegas, Y. Y. Dodonov y N. I. Nikurashina, puso las bases de la metodología para el trabajo sobre el estudio de varias propiedades físicoquímicas de disolventes individuales, mixtos y sistemas de sal basados en ellos.

## Literatura
- Distrito electoral de Berezniki N.º 407. El equipo de la planta de nitrógeno de Berezniki presentó a I V. Stalin como candidatos a diputados del Consejo Superior de la República Socialista Federativa Soviética de Rusia (RSFS de Rusia), K. E. Voroshilov, R. V. Merzclin // Periódico "Zvezda". Molotov, 1947. el 5 de enero.
- Bibliografía de la escuela científica de la figura de honor de la ciencia de la RSFS de Rusia, doctor en Ciencias químicas, profesor Roman Viktorovich Merzclin. Perm: La Universidad de Perm, 2002. 41 p.
- P. A. Bugaenko Nuestro rector tuvo 60 años // El camino de Lenin. Sarátov, 1963. el 16 de noviembre. P. 1.
- F. R. Verzhbitsky, S. F. Kudryashov Dedicado a R. V. Merzclin // Periódico "Universidad de Perm". 1984. el 24 de enero.
- N. Gomon, N. Yazykova, A. Mikrukova y etc. Mentor Favorito // Periódico "Zvezda". Molotov, 1947. el 7 de febrero.
- K. K. Ilyín «И память светлая жива…». Por el 110 aniversario del nacimiento de R. V. Merzclin // Periódico: "Noticias de instituciones de educación superior. Dinámica no lineal aplicada", volumen. 21, N.º 6, 2013. P. 108–121.
- K. K. Ilyín, D. I. Trubezckov R. V. Merzclin. 1903–1971: Por el 100 aniversario del nacimiento de R. V. Merzclin // Editorial de la Universidad Estatal de Sarátov. Ciclo Nuevo. 2003. Volumen. 3, Edición. 1. P. 14.
- K. K. IlyínLa herencia científica de R. V. Merchlin y el desarrollo del análisis físicoquímico en la Universidad de Sarátov // Análisis físicoquímico de los sistemas de fase líquida: Informe de tesis de la conferencia internacional. Sarátov: Editorial de la Universidad Estatal de Sarátov, 2003. P. 11.
- N. I. Nikurashina, K. K. Ilyín. Científico, pedagógo, figura pública. Por el 80 aniversario del nacimiento de R. V. Merzclin // Análisis físicoquímico de sistemas multicomponentes monogénicos y heterogéneos. Sarátov: Editorial de Universidad Estatal de Sarátov,1983. Sección.1. p. 3–10.
- R. V. Merzclin // V. N. Semenov Rectores de la Universidad de Saratov: hechos de vida y actividad. Sarátov: Editorial de Universidad Estatal de Sarátov, 1999. P. 232–247.
- La facultad de química de la Universidad Estatal de Sarátov. Sarátov: Manual científico, 2004. P. 71.

## Enlaces
- El 4 de abril de 2013. En el museo se celebró una reunión dedicada a la memoria del rector de la Universidad de Sarátov R. V. Merzclin // La Universidad Estatal de Sarátov.
- R. V. Merzclin Rectores de la Universidad de Perm. 1916—2006. Edición. N.º 2 // V.I. Kostitsyn / La Universidad de Perm. Perm, 2006. 352 p. P. 172—184.
- K. K. Ilyín, S. I. Sinegubova Breve reportaje de la vida y las actividades de N. I. Nikurashina// N. I. Nikurashina (1916—1985). Indicación biobibliográfico / autor L. P. Poymanova; editor. A. V. Zuzin. Sarátov: Biblioteca científica zonal de la Universidad de Sarátov, 2006. 52 p. (Académicos de la Universidad de Sarátov. Materiales biobibliográficos).
- R. V. Merzclin // Biblioteca científica universal regional de Sarátov
- S. I. Rogozhnikov, K. K. Ilyín R. V. Merzclin. Rasgos al retrato de un científico, un pedagógo, una figura pública // "Vestnik" de la Universidad de Perm. Ciclo "Química". 2016. Edición 2(22). P. 6—16.
- D. V. Chernyshevsky Merzclin es un rector  // Tiempo nuevo en Sarátov, N.º 24(39), los 4—10 de julio de 2003.
- N. P. Shulgina, N. K. Mochalova, M. G. Kotomceva Departamento de química inorgánica y sus ámbitos científicas desde 1916 hasta 2011 // "Vestnik" de la Universidad de Perm. Ciclo "Química". 2011. Edición. 2(2). P. 4—18.

- Datos: Q17617483